# (5357) Sekiguchi
(5357) Sekiguchi – planetoida z pasa głównego planetoid.

## Odkrycie i nazwa
Odkryli ją Tetsuya Fujii i Kazurō Watanabe 2 marca 1992 roku w obserwatorium w Kitami. Nazwa planetoidy pochodzi od Tomohiko Sekiguchiego (ur. 1970) – profesora na Uniwersytecie Hokkaido od 2008 r. W latach 1998–2001 obserwował małe ciała Układu Słonecznego z ESO. Przed nadaniem nazwy planetoida nosiła oznaczenie tymczasowe 1992 EL.

## Orbita
(5357) Sekiguchi obiega Słońce w średniej odległości 2,99 j.a. w czasie 5 lat i 65 dni.